# Nullnummer (Roman)
Nullnummer ist der siebte und letzte Roman des italienischen Autors und Philosophen Umberto Eco. Die italienische Erstausgabe erfolgte unter dem Titel Numero Zero im Januar 2015, die deutsche Übersetzung von Burkhart Kroeber erschien im selben Jahr. Das Buch ist eine Medien- und Politsatire auf den Boulevardjournalismus und im Jahr 1992 in Italien angesiedelt.

## Inhalt
Die Geschichte wird von Colonna erzählt, einem alternden, erfolglosen Philologen, der als Journalist angeheuert wurde. Sein Chefredakteur Simei hat ihn angestellt, um Beiträge für die Zeitung Domani (deutsch: morgen) zu schreiben, ein Blatt, das niemals herausgegeben werden wird. Das Unternehmen wird vom Commendatore Vimercate finanziert, der auch einen Fernsehsender, ein Dutzend Magazine, eine Hotelkette und eine Reihe von Pflegeheimen besitzt. Das erklärte Ziel der Zeitung ist es, die Wahrheit über alles zu enthüllen, alle Neuigkeiten zu drucken „und dazu noch etwas mehr.“
Aber das wahre Interesse des Commendatore liegt woanders: Seine „Nullnummern“ will er den mächtigen Gestalten der Finanzwelt und Politik zukommen lassen, die gar nicht wollen, dass die Wahrheit enthüllt wird. Sie sollen dann auf Vimercate Druck ausüben, um ihn zu veranlassen, die Zeitung zu schließen, und ihm im Gegenzug Zugang zum inneren Heiligtum der Macht zu gewähren.
Colonna trifft auf die anderen Mitglieder der Redaktion: Braggadocio (deutsch: Prahlhans) arbeitete für ein Skandalblatt namens Was sie uns nie sagen werden, Cambria verbrachte seine Nächte als Klatschreporter, indem er um Polizeireviere herumschlich, Lucidi arbeitet wahrscheinlich für den Geheimdienst, Palatino hat seine Karriere mit der Gestaltung von Puzzles und Kreuzworträtseln gemacht, Costanza war Korrekturleser für verschiedene Zeitungen, bis diese so groß wurden, dass niemanden mehr interessierte, wie viele Fehler sie druckten, und zuletzt Maia Fresia, die bei einer Frauenzeitschrift im Glamour- und Liebesgenre beschäftigt war.
Colonna freundet sich mit Braggadocio an, einem Paranoiden, der überall Verschwörungen wittert. Er weiht Colonna in seine Nachforschungen über die Geschichte Mussolinis ein, die der Domani eine Auflage in den Hunderttausenden garantieren werde: Er verfolgt die Theorie, dass Mussolini doch nicht in den letzten Tagen des Zweiten Weltkriegs getötet worden sei, die in Mailand gezeigte Leiche sei ein Doppelgänger gewesen, der echte Mussolini von Kirchenvertretern aus dem Land geschmuggelt worden und habe seine letzten Jahre in Argentinien verbracht, oder vielleicht versteckt im Vatikan, während er auf einen faschistischen Coup wartete, der ihn wieder an die Macht bringen sollte.
Ecos Geschichte verwebt eine Aneinanderreihung von Geschehnissen, beginnend in den letzten Tagen des Zweiten Weltkriegs bis zu den terroristischen Anschlägen der 1970er Jahre. Dabei spielen viele Persönlichkeiten der letzten siebzig Jahre der italienischen Geschichte eine Rolle: Faschisten und Partisanen, Präsidenten wie Aldo Moro, Francesco Cossiga, Giulio Andreotti, Päpste wie Johannes Paul I. und Johannes Paul II., Bankiers wie Michele Sindona, Roberto Calvi, Kardinal Marcinkus und Geheimdienste und -organisationen wie Special Operations Executive, CIA, die Stay-behind-Organisation Gladio und die linksextremistische Terrororganisation  Rote Brigaden.

## Rezeption
Die Rezensenten sind sich nicht einig, wo Nullnummer im Werk Umberto Ecos einzuordnen ist.
Den Bezug zur realen Person Silvio Berlusconi, dessen Spitzname Cavaliere lautet, haben alle Rezensenten sofort in der Figur des Commendatore Vimercate erkannt. Doch in der weiteren Rezeption divergieren die Meinungen:
„Zu schablonenhaft die Figuren, zu unterkomplex die Handlung“, so meint der Rezensent der Welt, der Rezensent der Neuen Zürcher Zeitung dagegen sieht in Nullnummer einen „von Ecos besten Romanen“. In der Frankfurter Allgemeinen Zeitung wird der Roman als „Feuilleton-Roman“ bezeichnet und Ecos Kolportage-Talent gelobt.
Die Rezensenten des Deutschlandfunks und vom Deutschlandradio Kultur stimmen dagegen überein, dass der Roman sie nicht überzeugen konnte: Der Text sei „haarsträubend zusammenfantasiert und zeuge von einer krassen Kenntnislosigkeit über die Medien“, so der Deutschlandfunk, „eher enttäuschend“ meint das Deutschlandradio Kultur.

## Ausgaben
- Numero Zero. Bompiani, Mailand 2015.
- Nullnummer. Übersetzt aus dem Italienischen von Burkhart Kroeber. Hanser Verlag, München 2015, ISBN 978-3-446-24939-4; dtv, München 2017, ISBN 978-3-423-14557-2.